# جشنواره بین‌المللی کاریکاتور انسان و طبیعت
جشنوارهٔ بین‌المللی کاریکاتور انسان و طبیعت (به انگلیسی: Man and Nature International Cartoon Festival) در سال ۱۳۷۶ با همکاری کمیسیون ملی یونسکو و موزهٔ آثار طبیعی و حیات وحش ایران با موضوع «تنها یک زمین، مشارکت و مراقبت» برگزار شد. در اولین دورهٔ این جشنواره، ۴۱۵ کارتونیست خارجی و ۴۶۳ کارتونیست ایرانی و در مجموع ۸۷۸ هنرمند از ۵۳ کشور جهان با ارائهٔ بیش از ۲۵۰۰ اثر شرکت کردند که از این میان ۳۲۰ اثر از هنرمندان خارجی و ۳۸۰ اثر از هنرمندان داخلی، به انتخاب هیأت داوران این مسابقه، در محل موزهٔ دارآباد به نمایش گذاشته شد. این جشنوارهٔ زیست‌محیطی که قرار بود هر ساله برگزار شود با برکناری غلامحسین کرباسچی، شهردار وقت تهران، در دوره‌های بعدی با سعایت رقیبان متوقف شد.

## هیأت اجرایی، انتخاب و داوری
- علی دیواندری (دبیر، مدیر اجرایی و رئیس هیأت داوران)
- اسماعیل عباسی (عضو هیأت اجرایی و داوران)
- کریست هوویان  Christ Hovian (عضو هیأت اجرایی)
- محی الدین کوراوغلو Muhittin Koroglu از  ترکیه (عضو هیأت داوران)
- بهمن عبدی (عضو هیأت داوران)
- پروین کرمانی (عضو هیأت داوران)
- حسین خسروجردی (عضو هیأت داوران)
- مسعود شجاعی طباطبایی (عضو هیأت داوران)
- مهندس سرتیپی (کارشناس محیط زیست)
- مهندس احمدیه (کارشناس محیط زیست)

## برندگان اولین دوره
| نام برنده                           | کشور    | عنوان جایزه                                         |
| ----------------------------------- | ------- | --------------------------------------------------- |
| بهرام ارجمندنیا                     | ایران   | برندهٔ جایزهٔ اول به مبلغ ۱۰۰۰ دلار و لوح تقدیر       |
| حمید بهرامی                         | ایران   | برندهٔ جایزهٔ دوم به مبلغ ۶۰۰ دلار و لوح تقدیر        |
| یوری کوزوبوکین Jurij Kosobukin      | اوکراین | برندهٔ جایزهٔ سوم به مبلغ ۴۰۰ دلار و لوح تقدیر        |
| علیرضا ترکیبی                       | ایران   | برندهٔ جایزهٔ ویژهٔ کمیسیون ملی یونسکو و لوح تقدیر     |
| توکا نیستانی                        | ایران   | برندهٔ جایزهٔ ویژهٔ کمیسیون ملی یونسکو و لوح تقدیر     |
| کیوسیگه نوبویوکی Kiyosige Nobuyuki  | ژاپن    | برندهٔ جایزهٔ ویژهٔ ایرانگردی به دعوت موزه و لوح تقدیر |
| همایون محمودی                       | ایران   | لوح تقدیر                                           |
| والری کورتو Kurtu Valeri            | آلمان   | لوح تقدیر                                           |
| جمال رحمتی                          | ایران   | لوح تقدیر                                           |
| آندره پوچکانیف Andrej Puchkaniov    | بلاروس  | لوح تقدیر                                           |
| والنتین دروژینین Valentin Druzhinin | اوکراین | لوح تقدیر                                           |